# Treboje
Treboje je naseljeno mjesto u općini Konjic, Federacija Bosne i Hercegovine, BiH.

## Stanovništvo

### 1991.
Nacionalni sastav stanovništva 1991. godine, bio je sljedeći:
ukupno: 288
- Muslimani – 285
- ostali, neopredijeljeni i nepoznato – 3

### 2013.
Nacionalni sastav stanovništva 2013. godine, bio je sljedeći:
ukupno: 141
- Bošnjaci – 139
- ostali, neopredijeljeni i nepoznato – 2

## Vanjske poveznice
- Satelitska snimka  Arhivirana inačica izvorne stranice od 9. ožujka 2021. (Wayback Machine)